# 傑瑞米·凱爾

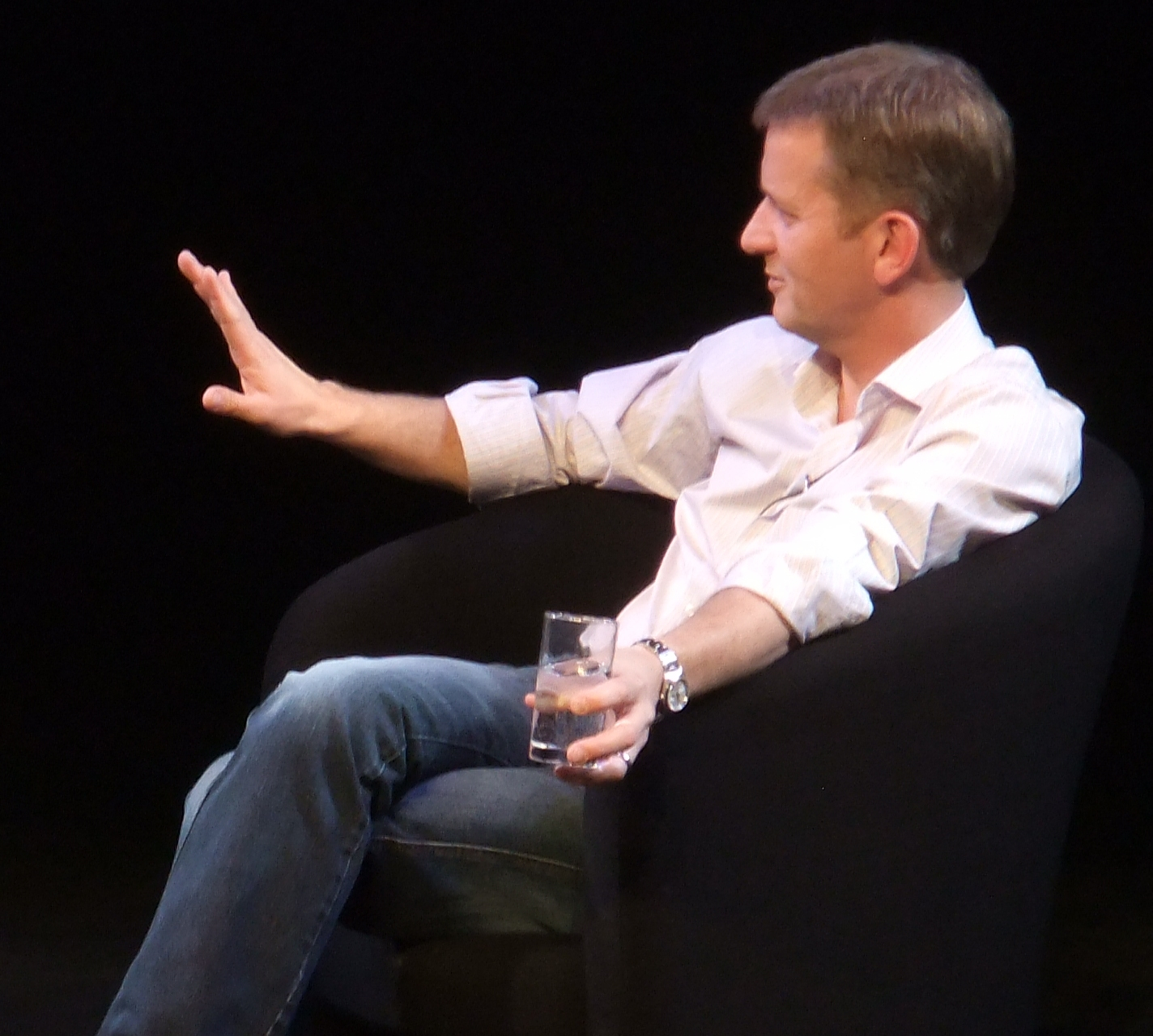
杰瑞米·凯尔

傑瑞米·凱爾（Jeremy Nicholas Kyle，1965年7月7日—）是英國的一位廣播和電視節目主持人。他最著名的節目是自2005年開始在獨立電視台播出的脫口秀節目傑瑞米·凱爾秀。2011年開始，傑瑞米也開始主持傑瑞米·凱爾秀的美國版。傑瑞米出生在伯克郡雷丁。在成為電視節目主持人之前，他曾是一位推銷員。他畢業於薩里大學的歷史和社會學專業。